# جريمة كراهية
جريمة الكراهية (المعروفة أيضاً بدافع التحيز أو جريمة التحيز، ) هي جريمة ذات دوافع مسبقة تحدث عندما يستهدف مرتكب الجريمة ضحية بسبب إنتماءه إلى مجموعة اجتماعية معينة أو عرق معين.
يمكن أن تشمل أمثلة هذه المجموعات على سبيل المثال لا الحصر: الجنس أو العرق أو الإعاقة أو اللغة أو الجنسية أو المظهر الجسدي أو الدين. وغالباً ما تسمى الأعمال غير الجنائية التي تحفزها هذه الأسباب بحوادث التحيز.
«جريمة الكراهية» تشير عموماً إلى الأعمال الإجرامية التي ينظر إليها على أنها مدفوعة بالتحيز ضد واحدة أو أكثر من المجموعات الاجتماعية المذكورة أعلاه، أو من خلال التحيز ضد مشتقاتها. قد تنطوي الحوادث على الاعتداء الجسدي، أو الاضرار بالممتلكات، أو البلطجة، أو المضايقة، أو الإساءة اللفظية أو الإهانات، أو جريمة الزميل أو الكتابة على الجدران أو الرسائل (رسائل الكراهية).
قانون جريمة الكراهية هو قانون يهدف إلى ردع العنف بدافع التحيز. قوانين جرائم الكراهية تختلف عن قوانين مكافحة خطاب الكراهية: تعزز قوانين جرائم الكراهية العقوبات المرتبطة بالسلوك الذي يعتبر فعلاً جنائياً بموجب قوانين أخرى، بينما تجرم قوانين خطاب الكراهية فئة من أنواع الكلام. توجد قوانين خطاب الكراهية في العديد من البلدان. في الولايات المتحدة، أيدت كل من المحكمة العليا والمحاكم الدنيا قوانين جرائم الكراهية، ولا سيما في حالة «القتال» وكلمات عنيفة أخرى، لكن البعض يعتقد أنه يتعارض مع التعديل الأول للقانون للحق في حرية التعبير، ولكن جرائم الكراهية لا يتم تنظيمها إلا من خلال التهديد بالإصابة أو الموت.

## التاريخ
جاء مصطلح «جريمة الكراهية» في الاستخدام الشائع في الولايات المتحدة خلال ثمانينات القرن العشرين، ولكن غالباً ما يستخدم هذا المصطلح بأثر رجعي من أجل وصف الأحداث التي وقعت قبل ذلك العصر. من الاضطهاد الروماني للمسيحيين إلى المذبحة النازية لليهود، ارتكبت جرائم الكراهية من قبل الأفراد والحكومات قبل فترة طويلة من استخدام المصطلح بشكل شائع. جزء كبير من تعريف الجريمة كجريمة كراهية هو أنها موجهة نحو مجموعة مضطهدة تاريخياً.
بينما بدأ الأوروبيون في استعمار العالم من القرن السادس عشر فصاعداً، أصبحت الشعوب الأصلية في المناطق المستعمرة، مثل الأمريكيين الأصليين، هدفاً للتخويف والعنف بدافع التحيز. خلال القرنين الماضيين، أمثلة نموذجية على جرائم الكراهية في الولايات المتحدة شملت الإعدام دون محاكمة للأمريكيين الأفارقة، إلى حد كبير في الجنوب، وإعدام المشتبه فيهم من المكسيكيين والصينين في الغرب، عبر الحرق لتخويف الناشطين السود أو لدفع العائلات السوداء من الأحياء ذات الأغلبية البيضاء خلال إعادة الإعمار وبعدها. الاعتداء على الناس البيض المسافرين في الأحياء ذات الغالبية السوداء، الاعتداءات على المثليات والمثليين ومزدوجي الميل الجنسي ومغايري الهوية الجنسية، رسم صليب معقوف على المعابد اليهودية. وردود على كراهية الأجانب لمجموعة متنوعة من مجموعات الأقليات العرقية.
ويعزى الفعل «إلى الإعدام خارج نطاق القانون» إلى تصرفات تشارلز لينش، وهو من قبيلة فيرجينيا كويكر في القرن الثامن عشر. قام لينش وغيره من ضباط الميليشيات وقضاة الصلح بإلقاء القبض على المتعاطفين مع المحافظين الذين أُعطوا محاكمة سريعة في محكمة غير رسمية. وشملت الأحكام الصادرة أحكاماً ضد الجلد، والاستيلاء على الممتلكات، وتعهدات الإكراه، والتجنيد في الجيش. في الأصل، يشير المصطلح إلى العقوبة القضائية المنظمة والمحظورة للمجرمين. تطور لاحقاً لوصف التنفيذ خارج «العدالة العادية». ويرتبط ارتباطًا كبيراً بقمع البيض للأميركيين الأفارقة في الجنوب وفترات سلطة الشرطة الضعيفة أو غير الموجودة، كما هو الحال في بعض المناطق الحدودية في الغرب القديم.
لم يتم تصنيف جرائم قتل شانون كريستيان وكريستوفر نيوزوم ومذبحة ويتشيتا على أنها «جرائم كراهية» من قبل مسؤولي التحقيق الأمريكيين أو وسائل الإعلام. في أوائل القرن الحادي والعشرين، وصف المعلقون المحافظون ديفيد هورويتز وميشيل مالكين (قناة فوكس نيوز ومؤلف) وستوارت تايلور الابن (صحفي) هذه الأحداث بأنها «جرائم كراهية ضد البيض من قبل السود».

## الآثار النفسية
يمكن أن تكون لجرائم الكراهية عواقب نفسية كبيرة وواسعة النطاق، ليس فقط لضحاياها المباشرين بل للآخرين أيضاً. ووثقت دراسة أجريت في الولايات المتحدة عام 1999 عن مثليي ومثليات الجنس ضحايا جرائم الكراهية العنيفة أنهم عانوا من مستويات عالية من الضيق النفسي، بما في ذلك أعراض الاكتئاب والقلق، مقارنة بضحايا المثليين والمثليات من الجرائم المماثلة التي لم تكن بدافع التحيز. يسرد دليل أصدره المدعي العام لمقاطعة أونتاريو في كندا العواقب التالية:
التأثير على الضحية الفردية
الاضطرابات التي تنعكس على الفرد هي ذات طابع نفساني ووجداني. وتشمل تداعيات على هوية الضحية واحترام الذات؛ وكلتاهما معززتين بجريمة محددة من جرائم العنف، والتي عادة ما تكون أقوى من تلك المرتبطة بجريمة عامة.
التأثر على المجموعة المستهدفة
يشمل الإرهاب العام في المجموعة التي ينتمي إليها الضحية، مما يلهم مشاعر الضعف بين أعضائه الآخرين، الذين يمكن أن يكونوا ضحايا جرائم الكراهية القادمة.
الـتأثير على المجموعات الضعيفة الأخرى
وهي آثار مشؤومة على مجموعات الأقليات أو على المجموعات التي تعرف نفسها مع المجموعة المستهدفة، خاصة عندما تستند الكراهية المشار إليها إلى أيديولوجية أو عقيدة تعظ في وقت واحد ضد عدة مجموعات.
التأثير عل المجتمع ككل
إن الانقسامات والفصائلية الناشئة عن جرائم الكراهية تضر بشكل خاص بالمجتمعات المتعددة الثقافات.
يمكن لضحايا جريمة الكراهية أيضا تطوير الاكتئاب والصدمات النفسية.
تشير مراجعة للبحوث الأوروبية والأمريكية إلى أن التفجيرات الإرهابية تسبب الخوف من الإسلام وجرائم الكراهية، ولكن في الأوقات السالمة، تهدأ مرة أخرى، على الرغم من ارتفاع مستوى الخوف نسبياً. الرسالة الأكثر إقناعاً للإرهابيين هي الخوف والخوف، والعاطفة الأولية والقوية، وزيادة تقديرات المخاطر التي لها تأثيرات مشوهة على تصور المسلمين العاديين. يبدو أن التحامل المنتشر على نطاق واسع ضد الإسلام يسهم في ارتكاب جرائم الكراهية ضد المسلمين، ولكن بشكل غير مباشر: إن الهجمات الإرهابية والإجحاف الشديد ضد الإسلام يشكلان نافذة فرصة للجماعات والشبكات المتطرفة.

## قوانين
تقع قوانين جرائم الكراهية بشكل عام في واحدة من عدة فئات:
1. القوانين التي تحدد الأفعال المتخصصة بدافع التحيز كجرائم متميزة؛
2. قوانين تعزيز العقوبات الجنائية؛
3. القوانين التي تخلق قضية مدنية مستقلة لعمل جرائم الكراهية؛
4. القوانين التي تتطلب من الوكالات الإدارية جمع إحصائيات جرائم الكراهية.[17] في بعض الأحيان (كما هو الحال في البوسنة والهرسك)، تركز القوانين على جرائم الحرب والإبادة الجماعية والجرائم ضد الإنسانية مع حظر العمل التمييزي على الموظفين الحكوميين.

## دعم ورفض قوانين جرائم الكراهية

### الدعم
مبررات العقوبات الأقسى على جرائم الكراهية تركز على فكرة أن جرائم الكراهية تسبب المزيد من الأذى الفردي والمجتمعي. يقال إنه عندما يتم الهجوم على جوهر هوية الشخص، يكون التدهور واللاإنسانية خطير بشكل خاص، ومن المرجح أن يؤدي إلى المزيد من المشاكل العاطفية والفسيولوجية. يمكن للمجتمع، بدوره، أن يعاني من عدم تمكين مجموعة من الناس. علاوة على ذلك، تم التأكيد على أن فرص ارتكاب جرائم انتقامية أكبر عندما تكون جريمة الكراهية قد ارتكبت. يتم الاستشهاد بأحداث الشغب في لوس أنجلوس في كاليفورنيا التي أعقبت ضرب رودني كينغ، وهو سائق أسود، من قبل مجموعة من ضباط الشرطة البيض كدعم لهذه الحجة. إن ضرب سائق الشاحنة الأبيض ريجنالد ديني من قبل مثيري الشغب الأسود أثناء نفس أحداث الشغب هو أيضاً مثال يدعم هذه الحجة.
في قضية ويسكونسن ضد ميتشل، وجدت المحكمة العليا في الولايات المتحدة بالإجماع أن قانون العقوبات الذي يحظر الكراهية لا يتعارض مع حقوق حرية التعبير، لأنهم لا يعاقبون أي شخص لممارسة حرية التعبير. بدلاً من ذلك، فهي تسمح للمحاكم بالاعتبار الدافع عند الحكم على مجرم بسبب سلوك غير محمي بالتعديل الأول. بينما في قضية شابلنسكي ضد نيوهامبشاير، حددت المحكمة «الكلمات القتالية» بأنها «تلك التي تحدث بسبب ضياعها أو تثير تحريضاً فورياً للسلام.»

### الرفض
وقد وجدت المحكمة العليا الأمريكية بالإجماع أن قانون مرسوم «سانت بول متحيزاً للجريمة» يرقى إلى أن التمييز القائم على وجهة النظر يتعارض مع حقوق حرية التعبير، لأنه يجرِّم بشكل انتقائي خطاباً مدفوعاً بالتحيز أو خطاباً رمزياً للموضوعات غير المؤذية مع السماح بمثل هذا الكلام لغيره. المواضيع. يؤكد الكثير من النقاد أنه يتعارض مع حق أساسي أكثر: الفكر الحر. الادعاء هو أن تشريع جريمة الكراهية يجعل بعض الأفكار أو المعتقدات، بما في ذلك الدينية منها، غير قانونية، وبعبارة أخرى، جرائم الفكر. تجادل هايدي هيرد بأن جرائم الكراهية تجرم بعض التصرفات لكنها لا توضح السبب وراء كون الكراهية تصرفاً أخلاقياً أسوأ للجريمة من تلك التي تحفزها الغيرة أو الجشع أو السادية أو الانتقام أو لماذا تستجيب الكراهية والتحيز بشكل فريد للعقوبات الجنائية مقارنة بالدوافع الأخرى. يقول هيرد إن ما إذا كان التصرف أسوأ من الآخر أم لا، فهو أمر حساس، ومن الصعب القول إن بعض الدوافع أسوأ من غيرها.